# Cameron Meyer
Cameron Meyer (Viveash, 11 gennaio 1988) è un ex pistard ed ex ciclista su strada australiano, vincitore di nove titoli mondiali su pista (cinque nella corsa a punti, due nell'inseguimento a squadre e due nell'americana) e professionista su strada dal 2009 al 2022.

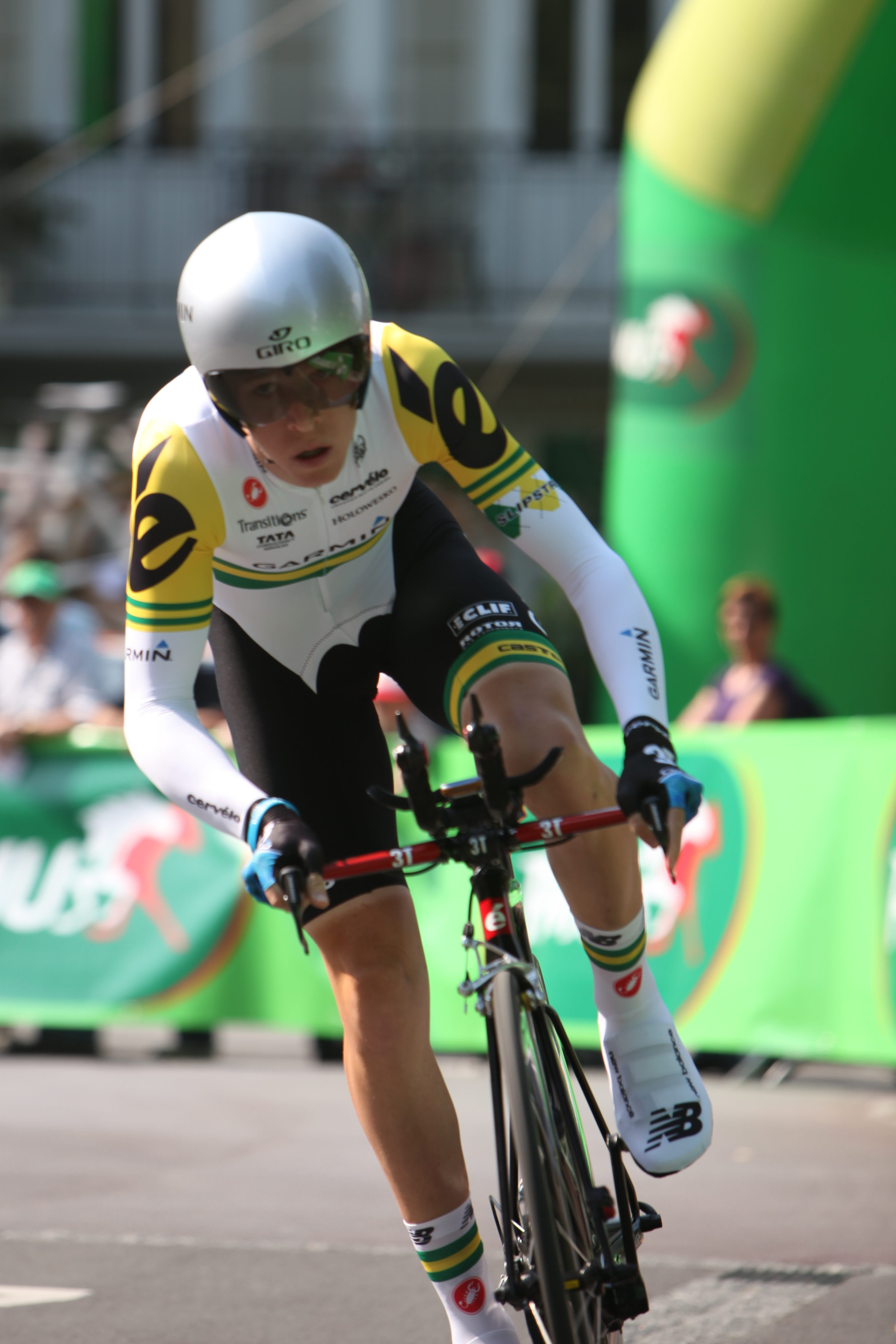
Cameron Meyer in azione al Tour de Romandie 2011.

È fratello di Travis Meyer, anch'egli pistard professionista.

## Carriera

### I primi anni
Meyer cominciò con l'attività ciclistica agonistica all'età di tredici anni, nel 2001. Già l'anno dopo fu campione nazionale a cronometro su strada Under-15, mentre nel 2003 si impose a cronometro tra gli Under-17. Nel 2004 fu quindi campione nazionale nella cronocoppie su strada (col fratello Travis) e nell'inseguimento a squadre Under-17, nel 2005 vinse invece le gare australiane di cronometro su strada e americana (in coppia con Travis) per Under-19 e ottenne la prima convocazione in Nazionale sia per i campionati mondiali su strada che su pista juniores. Fu però ai mondiali su pista juniores del 2006 a Gand che raggiunse la grande ribalta, aggiudicandosi ben tre medaglie d'oro, nell'inseguimento individuale e, con il fratello Travis, nell'americana e nell'inseguimento a squadre; la medesima annata lo vide protagonista anche in Australia, con la vittoria di altri sei titoli nazionali Under-19, quattro su pista e due su strada.
Nella stagione seguente ottenne il primo successo in un evento di Coppa del mondo su pista, la corsa a punti nella tappa di Los Angeles valida per l'edizione 2006-2007, nonché i primi trionfi su strada tra gli élite, al Tour of Tasmania e al Gippsland Tour. Nel 2008, infine, vinse una seconda gara di Coppa del mondo su pista e si classificò quarto nella corsa a punti sia ai Campionati del mondo di Manchester che ai Giochi olimpici di Pechino; su strada fece suo il Tour of Japan, gara a tappe giapponese inserita nell'UCI Asia Tour, piazzandosi poi terzo nella prova a cronometro Under-23 dei mondiali di Varese.

### 2009-2010: l'esordio daproe i quattro titoli mondiali
Passa professionista nel 2009 tra le file della Garmin-Slipstream, squadra statunitense con licenza UCI ProTour diretta da Jonathan Vaughters, aprendo la stagione con il secondo posto ai campionati australiani a cronometro. È poi particolarmente in evidenza ai mondiali su pista di Pruszków, durante i quali raggiunge per tre volte il podio iridato: dopo aver vinto la corsa a punti, si classifica infatti secondo nell'inseguimento a squadre e, in coppia con Leigh Howard, nella prova dell'americana. Su strada partecipa al Giro d'Italia, ritirandosi, e al Giro di Svizzera, ove è sesto nell'ultima tappa e 68º nella generale; il finale di stagione lo vede di nuovo attivo su pista e capace di imporsi in tre gare di Coppa del mondo 2009-2010, inseguimento a squadre e corsa a punti nell'evento di Melbourne e inseguimento a squadre in quello tenutosi a Pechino.
Nel 2010 si aggiudica, dopo il secondo posto dell'anno prima, il campionato australiano a cronometro; ai mondiali su pista di Ballerup realizza la tripletta, tre medaglie d'oro in tre gare: sono le vittorie nella corsa a punti, nell'inseguimento a squadre e, ancora con Leigh Howard, nell'americana a permettergli di portare a quattro il proprio bottino di ori iridati tra gli élite. Tra maggio e giugno corre per la seconda volta sia il Giro d'Italia – conclude 137º – che il Giro di Svizzera, mentre ai XIX Giochi del Commonwealth, tenutisi in ottobre a Delhi, si aggiudica tre medaglie d'oro, nella corsa a punti, nell'inseguimento a squadre e nello scratch; vince infine due gare, americana e inseguimento a squadre, nell'evento di Melbourne valido per la Coppa del mondo 2010-2011.

## Palmarès

### Pista
- 2005

Campionati australiani, Americana Juniores (con Adam O'Connor)
- 2006

Campionati australiani, Americana Juniores (con Travis Meyer)
Campionati australiani, Corsa a punti Juniores
Campionati australiani, Inseguimento a squadre Juniores (con Travis Meyer, Duane Johansen e Douglas Repacholi)
Campionati australiani, Inseguimento individuale Juniores
Campionati mondiali, Americana Juniores (con Travis Meyer)
Campionati mondiali, Inseguimento individuale Juniores
Campionati mondiali, Inseguimento a squadre Juniores (con Travis Meyer, Leigh Howard e Jack Bobridge)
- 2007

3ª prova Coppa del mondo 2006-2007, Corsa a punti (Los Angeles)
Campionati oceaniani, Corsa a punti
Campionati oceaniani, Inseguimento a squadre (con Mark Jamieson, Travis Meyer e Philip Thuaux)
- 2008

3ª prova Coppa del mondo 2007-2008, Corsa a punti (Los Angeles)
Campionati oceaniani, Corsa a punti
- 2009

Campionati del mondo, Corsa a punti
Campionati australiani, Americana (con Glenn O'Shea)
Campionati australiani, Inseguimento a squadre (con Luke Durbridge, Michael Freiberg e Travis Meyer)
2ª prova Coppa del mondo 2009-2010, Inseguimento a squadre (Melbourne, con Rohan Dennis, Luke Durbridge e Michael Hepburn)
2ª prova Coppa del mondo 2009-2010, Corsa a punti (Melbourne)
4ª prova Coppa del mondo 2009-2010, Inseguimento a squadre (Pechino, con Luke Durbridge, Michael Hepburn e Leigh Howard)
- 2010

Campionati del mondo, Corsa a punti
Campionati del mondo, Inseguimento a squadre (con Jack Bobridge, Rohan Dennis e Michael Hepburn)
Campionati del mondo, Americana (con Leigh Howard)
Campionati australiani, Americana (con Jack Bobridge)
Giochi del Commonwealth, Corsa a punti
Giochi del Commonwealth, Inseguimento a squadre (con Jack Bobridge, Michael Hepburn e Dale Parker)
Giochi del Commonwealth, Scratch
Campionati oceaniani, Inseguimento a squadre (con Jack Bobridge, Michael Hepburn e Leigh Howard)
Campionati oceaniani, Americana (con Leigh Howard)
1ª prova Coppa del mondo 2010-2011, Inseguimento a squadre (Melbourne, con Jack Bobridge, Michael Hepburn e Leigh Howard)
1ª prova Coppa del mondo 2010-2011, Americana (Melbourne, con Leigh Howard)
- 2011

Campionati australiani, Americana (con Leigh Howard)
Campionati del mondo, Americana (con Leigh Howard)
Campionati australiani, Americana (con Leigh Howard)
- 2012

Sei giorni di Berlino (con Leigh Howard)
Campionati del mondo, Corsa a punti
- 2016

1ª prova Coppa del mondo 2016-2017, Corsa a punti (Glasgow)
Campionati australiani, Americana (con Sam Welsford)
- 2017

Campionati australiani, Inseguimento a squadre (con Michael Freiberg, Stephen Hall e Sam Welsford)
Campionati australiani, Corsa a punti
Campionati del mondo, Corsa a punti
Campionati del mondo, Inseguimento a squadre (con Alexander Porter, Sam Welsford e Nicholas Yallouris)
Internazionale di Fiorenzuola, Corsa a punti
Sei giorni di Londra (con Callum Scotson)
1ª prova Coppa del mondo 2017-2018, Americana (Pruszków, con Callum Scotson)
- 2018

Campionati del mondo, Corsa a punti
Tre sere di Pordenone, Omnium
- 2019

6ª prova Coppa del mondo 2018-2019, Omnium (Hong Kong)
5ª prova Coppa del mondo 2019-2020, Americana (Brisbane, con Sam Welsford)

### Strada
- 2006 (Juniores)

Campionati australiani, Prova in linea Juniores
- 2008 (Southaustralia.com-AIS, una vittoria)

Classifica generale Tour of Japan
- 2010 (Garmin-Transitions, una vittoria)

Campionati australiani, Prova a cronometro
- 2011 (Team Garmin-Cervélo, tre vittorie)

Campionati australiani, Prova a cronometro
4ª tappa Tour Down Under (Norwood > Strathalbyn)
Classifica generale Tour Down Under
- 2013 (Orica-GreenEDGE, due vittorie)

Campionati oceaniani, Prova in linea
1ª tappa Tour de Suisse (Quinto, cronometro)
- 2014 (Orica-GreenEDGE, una vittoria)

2ª tappa Tour de Suisse (Bellinzona > Sarnen)
- 2015 (Orica-GreenEDGE, due vittorie)

1ª tappa Herald Sun Tour (Mount Macedon > Bendigo)
Classifica generale Herald Sun Tour
- 2017 (Australia/Mitchelton-Scott, una vittoria)

Dwars door de Vlaamse Ardennen
- 2018 (Australia/Mitchelton-Scott, due vittorie)

Giochi del Commonwealth, Prova a cronometro
2ª tappa Tour of Britain (Cranbrook > Barnstaple)
- 2020 (Mitchelton-Scott, una vittoria)

Campionati australiani, Prova in linea
- 2021 (Team BikeExchange, una vittoria)

Campionati australiani, Prova in linea

#### Altri successi
- 2005 (Juniores)

Campionato Club, Cronometro individuale Juniores
- 2007[4] (Southaustralia.com-AIS)

2ª tappa Tour of Tasmania (Devonport > Sheffield)
5ª tappa Tour of Tasmania (Burnie > Suphur Creek)
6ª tappa Tour of Tasmania
Classifica generale Tour of Tasmania
3ª tappa Gippsland Tour (Orbost > Orbost)
- 2010 (Garmin-Transitions)

1ª tappa Perth Criterium Series (Perth > Perth)
- 2011 (Team Garmin-Cervélo)

Classifica giovani Tour Down Under
1ª tappa Tour de Perth
2ª tappa Tour de Perth
3ª tappa Tour de Perth
Classifica generale Tour de Perth
- 2012 (GreenEDGE Cycling Team)

1ª tappa Tirreno-Adriatico (San Vincenzo > Donoratico, cronosquadre)
- 2013 (Orica-GreenEDGE)

Campionati australiani, Criterium
2ª tappa Pemberton Classic (Pemberton > Pemberton)
Classifica scalatori Circuit Cycliste Sarthe
4ª tappa Tour de France (Nizza, cronosquadre)
- 2014 (Orica-GreenEDGE)

1ª tappa Giro d'Italia (Belfast, cronosquadre)
- 2015 (Orica-GreenEDGE)

Classifica a punti Herald Sun Tour
- 2017 (Mitchelton-Scott)

Criterium di Albrandswaard
- 2018 (Mitchelton-Scott)

1ª tappa Hammer Stavanger, cronosquadre
2ª tappa Hammer Stavanger, cronosquadre
3ª tappa Hammer Stavanger, cronosquadre
Classifica generale Hammer Stavanger
1ª tappa Hammer Hong Kong (Hong Kong, cronosquadre)
Classifica generale Hammer Hong Kong
- 2019 (Mitchelton-Scott)

1ª tappa, 2ª semitappa Settimana Internazionale di Coppi e Bartali (Gatteo a Mare > Gatteo, cronosquadre)
3ª tappa Hammer Limburg (Sittard-Geleen, cronosquadre)

## Piazzamenti

### Grandi Giri
- Giro d'Italia

2009: non partito (14ª tappa)
2010: 137º
2011: 137º
2014: non partito (8ª tappa)
2020: non partito (10ª tappa)
2021: 111º
- Tour de France

2013: 130º
- Vuelta a España

2012: non partito (16ª tappa)
2014: non partito (18ª tappa)
2015: non partito (18ª tappa)

### Classiche monumento
- Milano-Sanremo

2020: 124º
2022: 148º
- Liegi-Bastogne-Liegi

2010: ritirato
2011: ritirato
2014: 89º
- Giro di Lombardia

2012: ritirato
2013: ritirato
2020: ritirato

### Competizioni mondiali
- Campionati del mondo su pista

Adelaide 2005 - Americana Juniores: 3°
Adelaide 2005 - Inseguimento a squadre Juniores: 3°
Gent 2006 - Inseguimento individuale Juniores: vincitore
Gent 2006 - Americana Juniores: vincitore
Gent 2006 - Inseguimento a squadre Juniores: vincitore
Palma di Maiorca 2007 - Corsa a punti: 4º
Palma di Maiorca 2007 - Americana: 15º
Manchester 2008 - Corsa a punti: 4º
Pruszków 2009 - Corsa a punti: vincitore
Pruszków 2009 - Inseg. a squadre: 2º
Pruszków 2009 - Americana: 2º
Ballerup 2010 - Corsa a punti: vincitore
Ballerup 2010 - Inseg. a squadre: vincitore
Ballerup 2010 - Americana: vincitore
Apeldoorn 2011 - Corsa a punti: 2º
Apeldoorn 2011 - Scratch: 7º
Apeldoorn 2011 - Americana: vincitore
Melbourne 2012 - Corsa a punti: vincitore
Melbourne 2012 - Americana: 3º
Londra 2016 - Americana: 5º
Hong Kong 2017 - Corsa a punti: vincitore
Hong Kong 2017 - Inseg. a squadre: vincitore
Hong Kong 2017 - Americana: 2º
Apeldoorn 2018 - Corsa a punti: vincitore
Apeldoorn 2018 - Americana: 3º
Pruszków 2019 - Americana: 4º
Berlino 2020 - Americana: 15º
Berlino 2020 - Omnium: 6º
- Campionati del mondo su strada

Vienna 2005 - Cronometro Juniores: 7º
Vienna 2005 - In linea Juniores: 72º
Spa 2006 - Cronometro Juniores: 5º
Spa 2006 - In linea Juniores: 65º
Varese 2008 - Cronometro Under-23: 3º
Varese 2008 - In linea Under-23: 34º
Limburgo 2012 - Cronosquadre: 3º
Limburgo 2012 - Cronometro Elite: 16º
Toscana 2013 - In linea Elite: ritirato
Innsbruck 2018 - Cronosquadre: 5º
- Giochi olimpici

Pechino 2008 - Corsa a punti: 4º

## Riconoscimenti
- Pistard australiano Junior dell'anno: 2005, 2006[4]
- Ciclista su strada australiano Junior dell'anno: 2006[4]
- Giovane atleta australiano dell'anno: 2006[4]
- Pistard australiano Elite dell'anno: 2007, 2008, 2009, 2010[4]
- Ciclista australiano dell'anno: 2010[4]